# 8260 Momcheva
8260 Momcheva è un asteroide della fascia principale. Scoperto nel 1984, presenta un'orbita caratterizzata da un semiasse maggiore pari a 2,1555541 UA e da un'eccentricità di 0,1726428, inclinata di 2,82613° rispetto all'eclittica.